# Challenger de Poznań

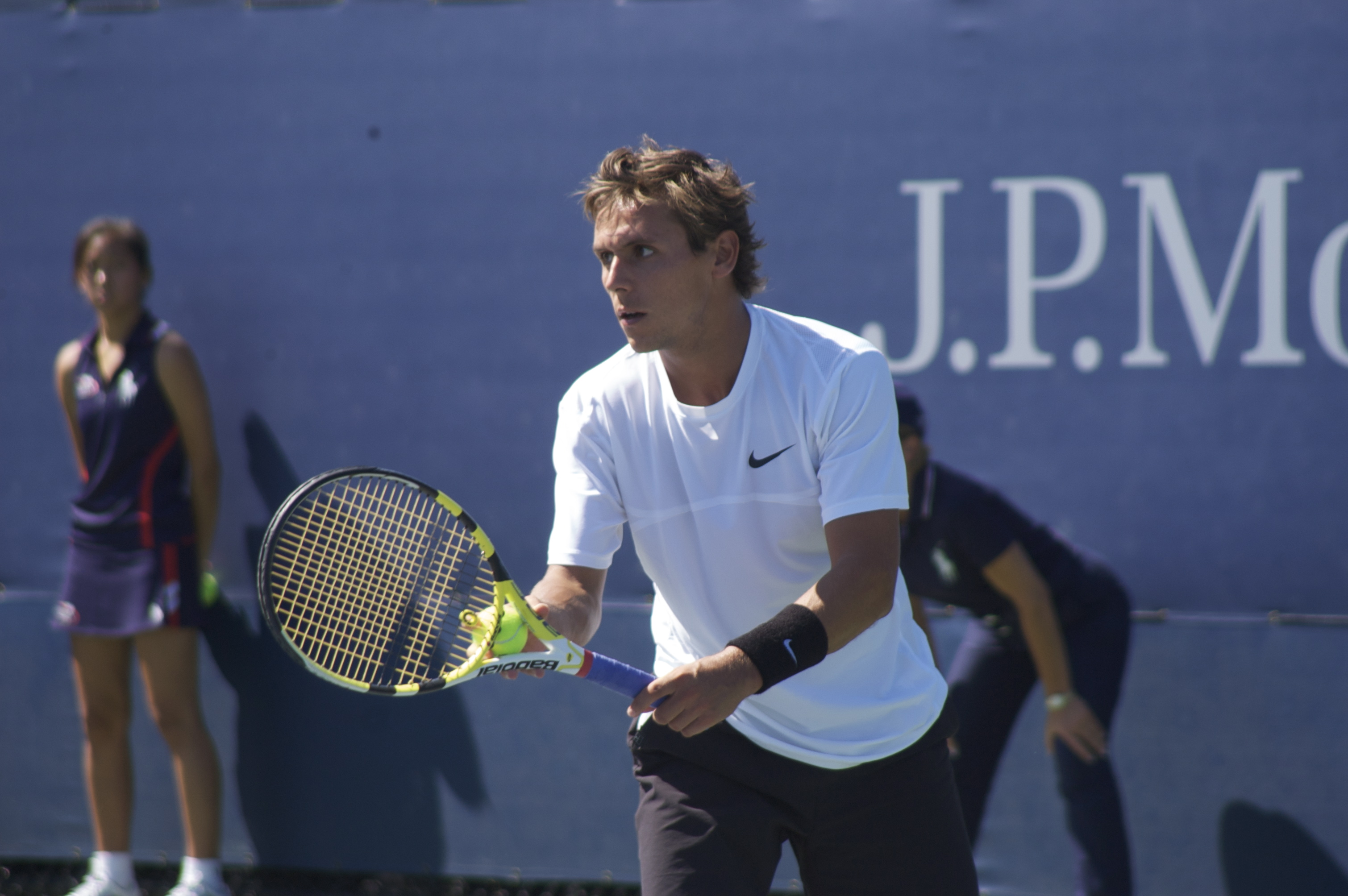
El francés Nicolas Devilder, campeón del año 2008 en modalidad individuales cuando derrotó en la final al alemán Björn Phau

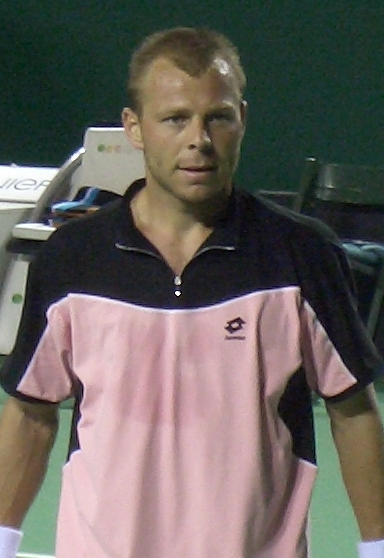
El checo Tomas Zib, primer campeón en individuales en el año 2004

El torneo Poznań Open es un torneo profesional de tenis disputado en pistas de polvo de ladrillo. Pertenece al ATP Challenger Tour. Se juega desde el año 2004 sobre tierra batida, en Poznan, Polonia.

## Palmarés

### Individuales
| Año  | Campeón                 | Finalista                   | Resultado           |
| ---- | ----------------------- | --------------------------- | ------------------- |
| 2024 | Maks Kaśnikowski        | Camilo Ugo Carabelli        | 3-6, 6-4, 6-3       |
| 2023 | Mariano Navone          | Tomás Barrios               | 7-5, 6-3            |
| 2022 | Arthur Rinderknech      | Tomás Barrios               | 6–3, 7–6(2)         |
| 2021 | Bernabé Zapata Miralles | Jiří Lehečka                | 6–3, 6–2            |
| 2020 | No celebrado            | No celebrado                | No celebrado        |
| 2019 | Tommy Robredo           | Rudolf Molleker             | 5–7, 6–4, 6–1       |
| 2018 | Hubert Hurkacz          | Taro Daniel                 | 6–1, 6–1            |
| 2017 | Alexey Vatutin          | Guido Andreozzi             | 2–6, 7–6(10), 6–3   |
| 2016 | Radu Albot              | Clément Geens               | 6–2, 6–4            |
| 2015 | Pablo Carreño Busta     | Radu Albot                  | 6-4, 6-4            |
| 2014 | David Goffin            | Blaž Rola                   | 6-4, 6-2            |
| 2013 | Andreas Haider-Maurer   | Damir Džumhur               | 4-6, 6-1, 7-5       |
| 2012 | Jerzy Janowicz          | Jonathan Dasnières de Veigy | 6–3, 6–3            |
| 2011 | Rui Machado             | Jerzy Janowicz              | 6–3, 6–3            |
| 2010 | Denis Gremelmayr        | Andrey Kuznetsov            | 6–1, 6–2            |
| 2009 | Peter Luczak            | Yuri Schukin                | 3–6, 7–6(4), 7–6(6) |
| 2008 | Nicolas Devilder        | Björn Phau                  | 7–5, 6–0            |
| 2007 | Raemon Sluiter          | Júlio Silva                 | 6–4, 6–3            |
| 2006 | Jan Hájek               | Ilija Bozoljac              | 6–4, 6–3            |
| 2005 | Teymuraz Gabashvili     | Adrián García               | 6–4, 6–2            |
| 2004 | Tomáš Zíb               | Juan Pablo Brzezicki        | 6–7(4), 7–6(3), 6–3 |

### Dobles
| Año  | Campeones                             | Finalistas                        | Resultado           |
| ---- | ------------------------------------- | --------------------------------- | ------------------- |
| 2024 | Orlando Luz Marcelo Zormann           | Jakob Schnaitter Mark Wallner     | 5–7, 6–2, [10–6]    |
| 2023 | Karol Drzewiecki Petr Nouza           | Ariel Behar Adam Pavlásek         | 7–6(2), 7–6(2)      |
| 2022 | Hunter Reese Szymon Walków            | Marek Gengel Adam Pavlásek        | 1–6, 6–3, [10–6]    |
| 2021 | Zdeněk Kolář Jiří Lehečka             | Karol Drzewiecki Aleksandar Vukic | 6–4, 3–6, [10–5]    |
| 2020 | No celebrado                          | No celebrado                      | No celebrado        |
| 2019 | Andrea Vavassori David Vega Hernández | Pedro Martínez Mark Vervoort      | 6–4, 6–7(4), [10–6] |
| 2018 | Mateusz Kowalczyk Szymon Walków       | Attila Balázs Andrea Vavassori    | 7–5, 6–7(8), [10–8] |
| 2017 | Guido Andreozzi Jaume Munar           | Tomasz Bednarek Gonçalo Oliveira  | 6–7(4), 6–3, [10–4] |
| 2016 | Aleksandre Metreveli Peng Hsien-yin   | Mateusz Kowalczyk Kamil Majchrzak | 6–4, 3–6, [10–8]    |
| 2015 | Michail Elgin Mateusz Kowalczyk       | Julio Peralta Matt Seeberger      | 3–6, 6–3, [10–6]    |
| 2014 | Radu Albot Adam Pavlásek              | Tomasz Bednarek Henri Kontinen    | 7-5, 2-6, [10-8]    |
| 2013 | Gero Kretschmer Alexander Satschko    | Henri Kontinen Mateusz Kowalczyk  | 6–3, 6–3            |
| 2012 | Rameez Junaid Simon Stadler           | Adam Hubble Nima Roshan           | 6–3, 6–4            |
| 2011 | Olivier Charroin Stéphane Robert      | Franco Ferreiro André Sá          | 6–2, 6–3            |
| 2010 | Rui Machado Daniel Muñoz-de la Nava   | James Cerretani Adil Shamasdin    | 6–2, 6–3            |
| 2009 | Sergio Roitman Alexandre Sidorenko    | Michael Kohlmann Rogier Wassen    | 6–4, 6–4            |
| 2008 | Johan Brunström Jean-Julien Rojer     | Santiago Giraldo Alberto Martín   | 4–6, 6–0, 10–6      |
| 2007 | Marc López Santiago Ventura           | Flavio Cipolla Ivo Klec           | 6–2, 5–7, 10–3      |
| 2006 | Tomasz Bednarek Michał Przysiężny     | Vasilis Mazarakis Jan Mertl       | 6–3, 3–6, 10–8      |
| 2005 | Łukasz Kubot Filip Urban              | Adrián García Tomas Tenconi       | 6–7(5), 6–3, 6–2    |
| 2004 | Adam Chadaj Stéphane Robert           | Tomáš Cibulec David Škoch         | 3–6, 6–1, 6–2       |